# Китай на летних Олимпийских играх 1952
Китайская народная республика впервые в своей истории приняла участие в Олимпийских играх в 1952 году, отправив делегацию на летних Олимпийских играх 1952 года, но не завоевала ни одной медали.
КНР образовалась 1 октября 1949 года, по окончании гражданской войны, однако бежавшее на остров Тайвань проигравшее войну правительство Китайской Республики продолжало признаваться большинством западных стран в качестве законного правительства всего Китая. На Тайвань бежали 19 из 25 членов Китайского олимпийского комитета, оставшиеся же организовали в Пекине новый Китайский олимпийский комитет.
Оба Китайских олимпийских комитета — как Тайбэйский, так и Пекинский — подали в МОК заявку на участие в Олимпийских играх 1952 года. МОК решил, что в Играх будут участвовать спортсмены из обеих частей расколотой страны.
НОК КНР получил приглашение на Игры всего за один день до их начала. Несмотря на то, что между Пекином и Хельсинки не летали реактивные самолёты, и делегация не успевала на церемонию открытия, было принято решение лететь. 29 июля китайские представители прибыли в Олимпийскую деревню и впервые в истории подняли там флаг КНР. На Играх страну представлял один пловец.
В знак протеста против решения МОК о приглашении спортсменов из КНР, делегация Китайской Республики 17 июля покинула Игры. Так начался конфликт «двух Китаев» в олимпийском движении.

## Плавание
Спортсменов — 1
Мужчины
| Спортсмен | Вид            | Заплыв    | Заплыв | Полуфинал | Полуфинал | Финал     | Финал     |
| Спортсмен | Вид            | Результат | Место  | Результат | Место     | Результат |           |
| --------- | -------------- | --------- | ------ | --------- | --------- | --------- | --------- |
| У Чуанью  | 100 м на спине | 1.12,3    | 25     | Не прошёл | Не прошёл | Не прошёл | Не прошёл |